# أليكسي زوزولين
أليكسي زوزولين (بالروسية: Зозулин, Алексей Сергеевич) مواليد 14 يناير 1983 في ألماتي، الجمهورية الكازاخية السوفيتية الاشتراكية، الاتحاد السوفيتي، هو لاعب كرة سلة روسي. بدأ مسيرته الاحترافية في سنة 1999.

## المسيرة الاحترافية
لعب مع نادي يونيكس قازان لكرة السلة من سنة 2000 إلى 2005، ثم لعب مع لوكوموتيف كوبان في الدوري الروسي في سنة 2005، ثم لعب مع نادي سسكا موسكو لكرة السلة من سنة 2012 إلى 2015، ثم لعب مع لوكوموتيف كوبان في الدوري الروسي في سنة 2015.

## روابط خارجية
- أليكسي زوزولين على موقع الاتحاد الدولي لكرة السلة (الإنجليزية)
- أليكسي زوزولين على موقع الدوري الأوروبي لكرة السلة (الإنجليزية)
- أليكسي زوزولين على موقع كرة السلة الأوروبية.كوم (الإنجليزية)
- أليكسي زوزولين على موقع DraftExpress.com (الإنجليزية)
- أليكسي زوزولين على موقع ريلجم (الإنجليزية)
- أليكسي زوزولين على موقع سبورتس رفرنس (الإنجليزية)